# Strune (vokalna skupina)
Strune je bila ženska vokalna glasbena spremljevalna skupina, ki je delovala v 1970ih in 1980ih letih.

## Delovanje
Skupina znana tudi kot vokalni ansambel je skozi čas svojega obstoja delovala v različnih sestavih: kot trio, kvartet in kvintet. S svojim izvirnim in nezamenljivim odtenkom glasu je zasedba močno zaznamovala slovensko popularno glasbo v 1970ih in 1980ih letih dvajsetega stoletja. Sodelovala je z imeni kot so Pepel in kri, Ivo Mojzer; pa pri kultnih oglasih "Rad imam mleko", "Gostje prihajajo" (Slovenija, moja dežela) itd.

## Članice
- Nada Žgur
- Palmira Klobas
- Alenka Felicijan
- Zvezdana Sterle
- Simona Sila

## Spremljava
| Leto | Skladba                  | Izvajalec             |
| ---- | ------------------------ | --------------------- |
| 1975 | »Dan ljubezni«           | Pepel in kri          |
| 1976 | »Ti si rekla sonce«      | Ivo Mojzer            |
| 1976 | »Rad imam mleko«         | reklama               |
| 1978 | »Jamajka«                | Tomaž Domicelj        |
| 1979 | »Slovenskega naroda sin« | Tomaž Domicelj        |
| 1986 | »Moja dežela«            | Oto Pestner (reklama) |